# Sucesión aleatoria

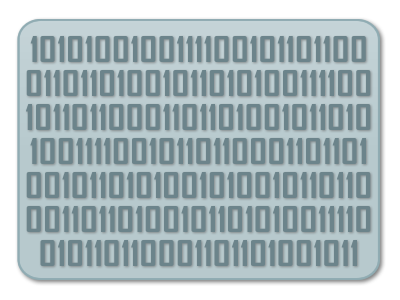
Sistema binario

El concepto de una sucesión aleatoria es esencial en la teoría de la probabilidad y en estadística. El concepto generalmente se basa en la noción de una sucesión de variables aleatorias y muchas discusiones estadísticas comienzan con las palabras "Sean X1,...,Xn variables aleatorias independientes...". Como D. H. Lehmer dijo en 1951: "Una sucesión aleatoria es una noción vaga... en que cada término es imprevisible para los no iniciados y cuyas cifras pasan un cierto número de pruebas tradicionales con estadísticos."
Los axiomas de la probabilidad evitan deliberadamente la definición de "sucesión aleatoria". La teoría de probabilidad tradicional no establece si una secuencia específica es aleatoria, pero generalmente discute las propiedades de las variables aleatorias y las secuencias estocásticas asumiendo alguna definición de aleatoriedad.

## Historia temprana
Émile Borel fue uno de los primeros matemáticos que abordaron formalmente la aleatoriedad en 1909. En 1919 Richard von Mises dio la primera definición de aleatoriedad algorítmica, inspirada en la ley de los grandes números, aunque no utilizó el término "sucesión aleatoria". Utilizando el concepto de la imposibilidad de un sistema de juego , von Mises definió una sucesión infinita de ceros y unos como aleatorios si no está sesgada por tener la propiedad de estabilidad de frecuencia, es decir, la frecuencia de ceros va a 1/2 y cada subsecuencia de poder elegirlo mediante un método de selección "adecuado" tampoco está sesgado.